# أسا باكر
أسا باكر هو قاضي وسياسي أمريكي، ولد في 29 ديسمبر 1805 في مايستيك في الولايات المتحدة، وتوفي في 17 مايو 1879 في فيلادلفيا في الولايات المتحدة. نشط حزبياً في الحزب الديمقراطي. وقد انتخب عضو مجلس النواب الأمريكي ‏.